# 질 마리 존스

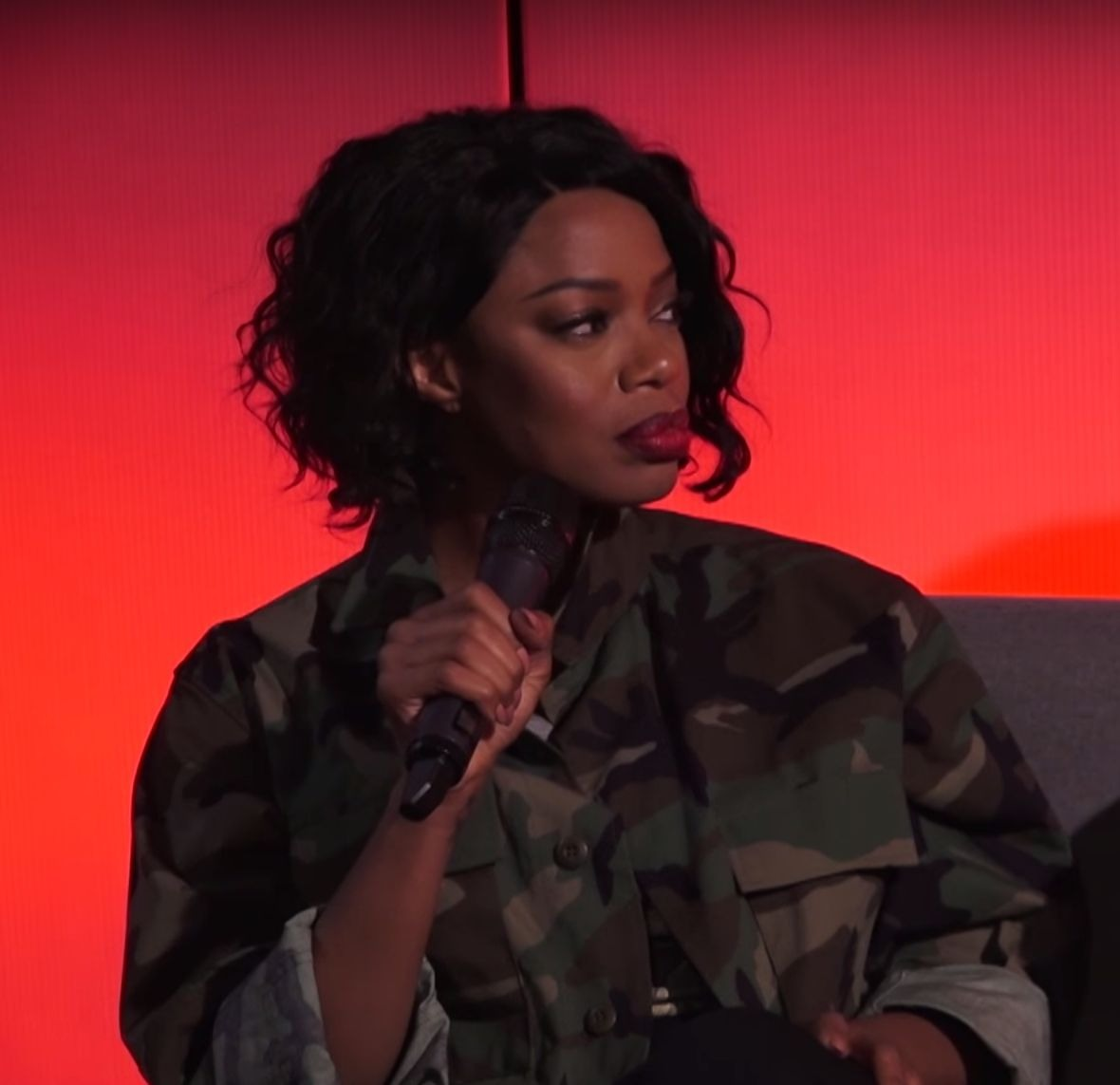

질 마리 존스(Jill Marie Jones, 1975년 1월 4일 ~ )는 미국의 배우이다.
댈러스에서 태어났다.

## 출연 작품
- 부! (2019년)
- 35 앤 티킹 (2011년) - 코코 역
- 미팅 스펜서 (2010년)
- 드룰 (2009년)
- 롱샷 (2008년)
- 메이저 무비 스타 (2008년)
- 레드럼 (2007년) - 토냐 역
- The Perfect Holiday (2007) - 로빈 역

### 텔레비전
- 슬리피 할로우 (2013-15)
- 애쉬 vs 이블 데드 (2015-16)